# Руднянский район (Волгоградская область)
Рудня́нский райо́н — административно-территориальная единица (район) и одноимённое муниципальное образование (муниципальный район) в Волгоградской области России.
Административный центр — рабочий посёлок Рудня.

## География
На севере и северо-востоке район граничит с Жирновским районом; на западе — с Еланским; на юго—востоке — с Котовским; на юге — с Даниловским районом.

### Географическое положение
Район расположен на севере Волгоградской области в зоне разнотравно-типчаково-ковыльных умеренно засушливых степей, на Медведицких Ярах. По берегам трёх рек — Медведицы, Терсы, Щелкана, в оврагах растут небольшие байрачные леса с деревьями исполинами. Руднянский район славится красивейшими уголками природы, его даже называют волгоградской Швейцарией.

### Полезные ископаемые
На территории района разведаны и добываются нефть, природный газ, строительный песок, щебень; имеются залежи белой огнеупорной глины, фосфоритов.

### Климат
Климат степной.

## Флора и фауна
В юго-восточной части района расположена территория, представляющая особую ценность для сохранения объектов животного и растительного мира, занесённых в Красную книгу Волгоградской области — ООПТ Пион тонколистный.

## История
Руднянский район учрежден Постановлением Президиума ВЦИК 23 июня 1928 года в составе Камышинского округа Нижне-Волжского края. С 1934 года в составе Сталинградского края, с 1936 года — Сталинградской (Волгоградской) области. 14 августа 1959 года к Руднянскому району была присоединена часть территории упразднённого Лемешкинского района. В 1963—1964 годах район был упразднен.
21 декабря 2004 года в соответствии с Законом Волгоградской области № 969-ОД район наделён статусом муниципального района. В его составе образованы 10 муниципальных образований: 1 городское и 9 сельских поселений.

## Население
| 1939    | 1959    | 1970    | 1979    | 1989    | 2002    | 2009    | 2010    | 2011    |
| ------- | ------- | ------- | ------- | ------- | ------- | ------- | ------- | ------- |
| 30 080  | ↘27 785 | ↘25 046 | ↘21 976 | ↘20 796 | ↘19 176 | ↘17 383 | ↗17 437 | ↘17 409 |
| 2012    | 2013    | 2014    | 2015    | 2016    | 2017    | 2018    | 2019    | 2020    |
| ↘17 283 | ↘17 053 | ↘16 650 | ↘16 264 | ↘15 916 | ↘15 582 | ↘15 222 | ↘14 973 | ↘14 702 |
| 2021    |         |         |         |         |         |         |         |         |
| ↗14 738 |         |         |         |         |         |         |         |         |

### Урбанизация
В городских условиях (пгт Рудня) проживают 41.29 % населения района.

### Гендерный состав
Мужчин — 46,0 %, женщин — 54,0 %.

### Национальный состав
По данным переписи населения 1939 года: русские — 74,2 % или 22 315 чел., украинцы — 24,5 % или 7 359 чел.
По итогам переписи населения 2020 года проживали следующие национальности (национальности менее 0,1 % и другое см. в сноске к строке «Другие»):
| Национальность | Численность, чел. | Доля     |
| -------------- | ----------------- | -------- |
| Русские        | 14 017            | 95,11 %  |
| Украинцы       | 113               | 0,77 %   |
| Армяне         | 93                | 0,63 %   |
| Даргинцы       | 80                | 0,54 %   |
| Азербайджанцы  | 80                | 0,54 %   |
| Немцы          | 70                | 0,47 %   |
| Казахи         | 25                | 0,17 %   |
| Татары         | 24                | 0,16 %   |
| Чеченцы        | 23                | 0,16 %   |
| Таджики        | 15                | 0,10 %   |
| Курды          | 15                | 0,10 %   |
| Другие         | 183               | 1,25 %   |
| Итого          | 14 738            | 100,00 % |

По данным Всероссийской переписи населения 2010 года:
| Национальность | Численность (чел.) | Процент от указавших |
| -------------- | ------------------ | -------------------- |
| Русские        | 16 070             | 92,6%                |
| Украинцы       | 432                | 2,5%                 |
| Другие         | 858                | 4,9%                 |
| Не указали     | 77                 |                      |
| Всего          | 17 437             |                      |

## Муниципально-территориальное устройство
В Руднянском муниципальном районе выделяются 11 муниципальных образований, в том числе 1 городское поселение и  10 сельских поселений:
| №  | Муниципальное образование            | Административный центр | Количество населённых пунктов | Население (чел.) | Площадь (км²) |
| -- | ------------------------------------ | ---------------------- | ----------------------------- | ---------------- | ------------- |
| 1  | Руднянское городское поселение       | рабочий посёлок Рудня  | 7                             | ↘6488            | 423,48        |
| 2  | Большесудаченское сельское поселение | село Большое Судачье   | 1                             | ↘902             | 217,54        |
| 3  | Громковское сельское поселение       | село Громки            | 3                             | ↘555             | 213,34        |
| 4  | Ильменское сельское поселение        | село Ильмень           | 1                             | ↗1057            | 151,77        |
| 5  | Козловское сельское поселение        | село Козловка          | 1                             | ↘441             | 92,29         |
| 6  | Лемешкинское сельское поселение      | село Лемешкино         | 3                             | ↘1252            | 127,38        |
| 7  | Лопуховское сельское поселение       | село Лопуховка         | 3                             | ↘841             | 226,80        |
| 8  | Матышевское сельское поселение       | село Матышево          | 3                             | ↘1439            | 213,78        |
| 9  | Осичковское сельское поселение       | село Осички            | 5                             | ↘999             | 170,13        |
| 10 | Сосновское сельское поселение        | село Сосновка          | 1                             | ↘457             | 110,07        |

## Населённые пункты
В Руднянский район входят 28 населённых пунктов.
| №  | Населённый пункт      | Тип             | Население | Муниципальное образование            |
| -- | --------------------- | --------------- | --------- | ------------------------------------ |
| 1  | Баранниково           | село            | 175       | Осичковское сельское поселение       |
| 2  | Берёзовка             | село            | 45        | Лопуховское сельское поселение       |
| 3  | Большое Судачье       | село            | ↘902      | Большесудаченское сельское поселение |
| 4  | Бородаевка            | село            | 253       | Лемешкинское сельское поселение      |
| 5  | Громки                | село            | 470       | Громковское сельское поселение       |
| 6  | Егоровка-на-Медведице | село            | 47        | Руднянское городское поселение       |
| 7  | Ильмень               | село            | ↗1057     | Ильменское сельское поселение        |
| 8  | Козловка              | село            | ↘441      | Козловское сельское поселение        |
| 9  | Крутое                | село            | 8         | Лемешкинское сельское поселение      |
| 10 | Лемешкино             | село            | 1181      | Лемешкинское сельское поселение      |
| 11 | Лопуховка             | село            | 939       | Лопуховское сельское поселение       |
| 12 | Малое Матышево        | село            | 42        | Матышевское сельское поселение       |
| 13 | Матышево              | село            | 1523      | Матышевское сельское поселение       |
| 14 | Матышево              | ж.д. станция    | 134       | Матышевское сельское поселение       |
| 15 | Митякино              | село            | 39        | Руднянское городское поселение       |
| 16 | Новокрасино           | село            | 122       | Осичковское сельское поселение       |
| 17 | Новый Кондаль         | село            | 104       | Громковское сельское поселение       |
| 18 | Осички                | село            | 555       | Осичковское сельское поселение       |
| 19 | Подкуйково            | село            | 347       | Осичковское сельское поселение       |
| 20 | Разливка              | село            | 14        | Руднянское городское поселение       |
| 21 | Рудня                 | рабочий посёлок | ↘6086     | Руднянское городское поселение       |
| 22 | Русская Бундевка      | село            | 194       | Руднянское городское поселение       |
| 23 | Садовый               | посёлок         | 231       | Руднянское городское поселение       |
| 24 | Сосновка              | село            | ↘457      | Сосновское сельское поселение        |
| 25 | Старый Кондаль        | село            | 78        | Громковское сельское поселение       |
| 26 | Терсинка              | село            | 67        | Руднянское городское поселение       |
| 27 | Ушинка                | село            | 112       | Лопуховское сельское поселение       |
| 28 | Ягодный               | хутор           | 62        | Осичковское сельское поселение       |

## Местное самоуправление
Главы района
- Байнов А.В.

п.с.н.д.
- Агарёва О. В.

## Экономика

### Сельское хозяйство
Основное направление экономики Руднянского района — сельскохозяйственное производство: площадь сельхозугодий составляет 107,6 тыс. га. Опорой агропромышленного комплекса района служат фермерские хозяйства. Здесь выращивают рожь, пшеницу, гречиху, ячмень, кукурузу, овёс, подсолнечник; выращивают крупный рогатый скот, свиней, овец.

## Происшествия
Степные пожары, возникшие 2 сентября 2010 года, нанесли большой урон селу Осички и пгт Рудня.